# 三国志演義

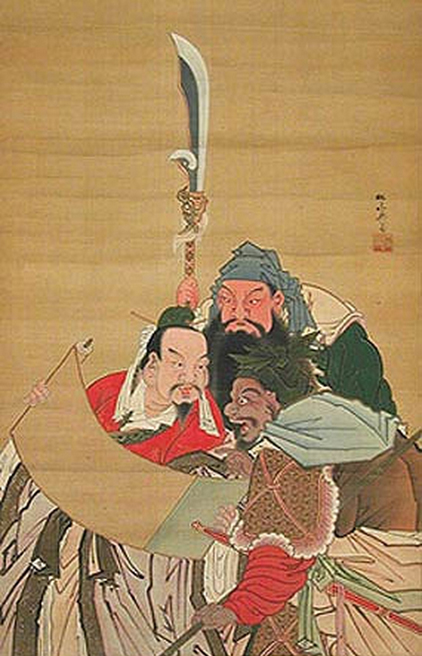
劉備・関羽・張飛（桃園の誓い）

『三国志演義』（さんごくしえんぎ、繁体字: 三國演義; 簡体字: 三国演义）は、中国の明代に書かれた長編白話小説である。後漢末と蜀・魏・呉による三国時代を舞台とする時代小説・通俗歴史小説で、四大奇書の一つに数えられる。書名については下記。
著者は定説をみず、施耐庵あるいは羅貫中の手によるものと伝えられている。

## 概要
後漢末と蜀・魏・呉による三国時代を舞台とする説話や講談は古くからあり、すでに北宋の時代には劉備と蜀漢を主役に据え、曹操と魏を悪役とするイメージが定着していたという記録がある。この講談は「説三分」とよばれた。元代には『全相三国志平話』（全ページ絵入り三国志物語）が刊行されており、『三国志演義』の原型の一つと目されている。
『三国志演義』は元末・明初に成立したと考えられる。上述のような蜀漢を正統とする潮流を維持しながらも、それまでの説話や講談にあった極端な荒唐無稽さや歴史年代を無視した展開・要素を排し、黄巾の乱から呉の滅亡までの後漢末の重要事件と陳寿の『三国志』の扱う範囲を収めている。「漢王朝の血を引く高潔な主人公劉備」と「王朝を支配し専横を振るう曹操」という対立軸を中心とした高い物語性、史書への精通に裏打ちされた逸話の巧みな選択と継起、白話（口語）とは言いながらも洗練された文章で人気を博した。
『百川書志』文中の評にはいわく、「正史に根拠を置きつつ俗伝で装飾し、史文を考証しながらも大衆の好みに通じ、低俗とならず虚構とならず、それでいて読みやすく入りやすく、史家の伝統的古文によるものではないが、盲目的な叙述や面白おかしく書き立てる態度からは離れ、百年間を叙述して、おおむね全ての出来事を包括している。」とある。
本書は中国の小説では珍しく、知識人の読み物としても認められた存在であり、しばしば蔵書目録に『水滸伝』とならんで掲載されていることが指摘されている。吉川幸次郎は「『三国志演義』は明・清の中国において、もっとも広く読まれた書物だろう」と推測している。

## 回目
| - 巻之一 - 祭天地桃園結義 - 劉玄徳斬寇立功 - 安喜張飛鞭督郵 - 何進謀殺十常侍 - 董卓議立陳留王 - 呂布刺殺丁建陽 - 廃漢君董卓弄権 - 曹孟徳謀殺董卓 - 曹操起兵伐董卓 - 虎牢関三戦呂布 巻之二 - 董卓火焼長楽宮 - 袁紹孫堅奪玉璽 - 趙子龍磐河大戦 - 孫堅跨江戦劉表 - 司徒王允説貂蝉 - 鳳儀亭布戯貂蝉 - 王允授計誅董卓 - 李傕郭汜寇長安 - 李傕郭汜殺樊稠 - 曹操興兵報父仇 巻之三 - 劉玄徳北海解囲 - 呂温侯濮陽大戦 - 陶恭祖三譲徐州 - 曹操定陶破呂布 - 李傕郭汜乱長安 - 楊奉董承双救駕 - 遷鑾輿曹操秉政 - 呂布夜月奪徐州 - 孫策大戦太史慈 - 孫策大戦厳白虎 巻之四 - 呂奉先轅門射戟 - 曹操興兵撃張繍 - 袁術七路下徐州 - 曹操会兵撃袁術 - 決勝負賈詡談兵 - 夏侯惇抜矢啖睛 - 呂布敗走下邳城 - 白門曹操斬呂布 - 曹孟徳許田射鹿 - 董承密受衣帯詔 | - 巻之五 - 青梅煮酒論英雄 - 関雲長襲斬車冑 - 曹公分兵拒袁紹 - 関張擒劉岱王忠 - 禰衡裸体罵曹操 - 曹孟徳三勘吉平 - 曹操勒死董貴妃 - 玄徳匹馬奔冀州 - 張遼義説関雲長 - 雲長策馬刺顔良 巻之六 - 雲長延津誅文醜 - 関雲長封金掛印 - 関雲長千里独行 - 関雲長五関斬将 - 雲長擂鼓斬蔡陽 - 劉玄徳古城聚義 - 孫策怒斬于神仙 - 孫権領衆據江東 - 曹操官渡戦袁紹 - 曹操烏巣焼糧草 巻之七 - 曹操倉亭破袁紹 - 劉玄徳敗走荊州 - 袁譚袁尚争冀州 - 曹操決水淹冀州 - 曹操引兵取壷関 - 郭嘉遺計定遼東 - 劉玄徳襄陽赴会 - 玄徳躍馬跳檀渓 - 劉玄徳遇司馬徽 - 玄徳新野遇徐庶 巻之八 - 徐庶定計取樊城 - 徐庶走薦諸葛亮 - 劉玄徳三顧茅廬 - 玄徳風雪訪孔明 - 定三分亮出茅廬 - 孫権跨江破黄祖 - 孔明遺計救劉琦 - 諸葛亮博望焼屯 - 献荊州粲説劉琮 - 諸葛亮火焼新野 | - 巻之九 - 劉玄徳敗走江陵 - 長坂坡趙雲救主 - 張益徳據水断橋 - 劉玄徳敗走夏口 - 諸葛亮舌戦群儒 - 諸葛亮智激孫権 - 諸葛亮智説周瑜 - 周瑜定計破曹操 - 周瑜三江戦曹操 - 群英会瑜智蒋幹 巻之十 - 諸葛亮計伏周瑜 - 黄蓋献計破曹操 - 闞沢密献詐降書 - 龐統進献連環計 - 曹孟徳横槊賦詩 - 曹操三江調水軍 - 七星壇諸葛祭風 - 周公瑾赤壁鏖兵 - 曹操敗走華容道 - 関雲長義釈曹操 巻之十一 - 周瑜南郡戦曹仁 - 諸葛亮一気周瑜 - 諸葛亮傍略四郡 - 趙子龍智取桂陽 - 黄忠魏延献長沙 - 孫仲謀合淝大戦 - 周瑜定計取荊州 - 劉玄徳娶孫夫人 - 錦嚢計趙雲救主 - 諸葛亮二気周瑜 巻之十二 - 曹操大宴銅雀台 - 諸葛亮三気周瑜 - 諸葛亮大哭周瑜 - 耒陽張飛薦鳳雛 - 馬超興兵取潼関 - 馬孟起渭橋六戦 - 許褚大戦馬孟起 - 馬孟起歩戦五将 - 張永年反難楊修 - 龐統献策取西川 | - 巻之十三 - 趙雲截江奪幼主 - 曹操興兵下江南 - 玄徳斬楊懐高沛 - 黄忠魏延大争功 - 落鳳坡箭射龐統 - 張益徳義釈厳顔 - 孔明定計捉張任 - 楊阜借兵破馬超 - 葭萌張飛戦馬超 - 劉玄徳平定益州 巻之十四 - 関雲長単刀赴会 - 曹操杖殺伏皇后 - 曹操漢中破張魯 - 張遼大戦逍遥津 - 甘寧百騎劫曹営 - 魏王宮左慈擲杯 - 曹操試神卜管輅 - 耿紀韋晃討曹操 - 瓦口張飛戦張郃 - 黄忠厳顔双建功 巻之十五 - 黄忠馘斬夏侯淵 - 趙子龍漢水大戦 - 劉玄徳智取漢中 - 曹孟徳忌殺楊修 - 劉備進位漢中王 - 関雲長威震華夏 - 龐徳擡櫬戦関公 - 関雲長水淹七軍 - 関雲長刮骨療毒 - 呂子明智取荊州 巻之十六 - 関雲長大戦徐晃 - 関雲長夜走麦城 - 玉泉山関公顕聖 - 漢中王痛哭関公 - 曹操殺神医華佗 - 魏太子曹丕秉政 - 曹子建七歩成章 - 漢中王怒殺劉封 - 廃献帝曹丕簒漢 - 漢中王成都称帝 | - 巻之十七 - 范彊張達刺張飛 - 劉先主興兵伐呉 - 呉臣趙咨説曹丕 - 関興斬将救張苞 - 劉先主猇亭大戦 - 陸遜定計破蜀兵 - 先主夜走白帝城 - 八陣図石伏陸遜 - 白帝城先主托孤 - 曹丕五路下西川 巻之十八 - 難張温秦宓論天 - 泛龍舟魏主伐呉 - 孔明興兵征孟獲 - 諸葛亮一擒孟獲 - 諸葛亮二擒孟獲 - 諸葛亮三擒孟獲 - 諸葛亮四擒孟獲 - 諸葛亮五擒孟獲 - 諸葛亮六擒孟獲 - 諸葛亮七擒孟獲 巻之十九 - 孔明秋夜祭瀘水 - 孔明初上出師表 - 趙子龍大破魏兵 - 諸葛亮智取三郡 - 孔明以智伏姜維 - 孔明祁山破曹真 - 孔明大破鉄車兵 - 司馬懿智擒孟達 - 司馬懿智取街亭 - 孔明智退司馬懿 巻之二十 - 孔明揮涙斬馬謖 - 陸遜石亭破曹休 - 孔明再上出師表 - 諸葛亮二出祁山 - 孔明遺計斬王双 - 諸葛亮三出祁山 - 孔明智敗司馬懿 - 仲達興兵寇漢中 - 諸葛亮四出祁山 - 孔明祁山布八陣 | - 巻之二十一 - 諸葛亮五出祁山 - 木門道弩射張郃 - 諸葛亮六出祁山 - 孔明造木牛流馬 - 孔明火焼木柵寨 - 孔明秋夜祭北斗 - 孔明秋風五丈原 - 死諸葛走活仲達 - 武侯遺計斬魏延 - 魏折長安承露盤 巻之二十二 - 司馬懿退公孫淵 - 司馬懿謀殺曹爽 - 司馬懿父子秉政 - 姜維大戦牛頭山 - 戦徐塘呉魏交兵 - 孫峻謀殺諸葛恪 - 姜維計困司馬昭 - 司馬師廃主立君 - 文鴦単騎退雄兵 - 姜維洮西敗魏兵 巻之二十三 - 鄧艾段谷破姜維 - 司馬昭破諸葛誕 - 忠義士于詮死節 - 姜維長城戦鄧艾 - 孫綝廃呉主孫休 - 姜維祁山戦鄧艾 - 司馬昭弑殺曹髦 - 姜伯約棄車大戦 - 姜伯約洮陽大戦 - 姜維避禍屯田計 巻之二十四 - 鍾会鄧艾取漢中 - 姜維大戦剣門関 - 鑿山嶺鄧艾襲川 - 諸葛瞻大戦鄧艾 - 蜀後主輿櫬出降 - 鄧艾鍾会大争功 - 姜維一計害三賢 - 司馬復奪受禅台 - 羊祜病中薦杜預 - 王濬計取石頭城 |

### 毛倫毛宗崗本
| - 第一回 宴桃園豪傑三結義 斬黄巾英雄首立功 - 第二回 張翼徳怒鞭督郵 何国舅謀誅宦官 - 第三回 議温明董卓叱丁原 贈金珠李粛説呂布 - 第四回 廃漢帝陳留践位 謀董賊孟徳献刀 - 第五回 発矯詔諸鎮応曹公 破関兵三英戦呂布 - 第六回 焚金闕董卓行兇 匿玉璽孫堅背約 - 第七回 袁紹磐河戦公孫 孫堅越江撃劉表 - 第八回 王司徒巧使連環計 董太師大鬧鳳儀亭 - 第九回 除暴兇呂布助司徒 犯長安李傕聴賈詡 - 第十回 勤王室馬騰挙義 報父讐曹操興師 - 第十一回 劉皇叔北海救孔融 呂温侯濮陽破曹操 - 第十二回 陶恭祖三譲徐州 曹孟徳大戦呂布 - 第十三回 李傕郭汜大交兵 楊奉董承双救駕 - 第十四回 曹孟徳移駕幸許都 呂奉先乗夜襲徐郡 - 第十五回 太史慈酣闘小覇王 孫伯符大戦厳白虎 - 第十六回 呂奉先射戟轅門 曹孟徳敗師淯水 - 第十七回 袁公路大起七軍 曹孟徳会合三将 - 第十八回 賈文和料敵決勝 夏侯惇抜矢啖睛 - 第十九回 下邳城曹操鏖兵 白門楼呂布殞命 - 第二十回 曹阿瞞許田打囲 董国舅内閣受詔 - 第二十一回 曹操煮酒論英雄 関公賺城斬車冑 - 第二十二回 袁曹各起馬歩三軍 関張共擒王劉二将 - 第二十三回 禰正平裸衣罵賊 吉太医下毒遭刑 - 第二十四回 国賊行兇殺貴妃 皇叔敗走投袁紹 - 第二十五回 屯土山関公約三事 救白馬曹操解重囲 - 第二十六回 袁本初敗兵折将 関雲長掛印封金 - 第二十七回 美髯公千里走単騎 漢寿侯五関斬六将 - 第二十八回 斬蔡陽兄弟釈疑 会古城主臣聚義 - 第二十九回 小覇王怒斬于吉 碧眼児坐領江東 - 第三十回 戦官渡本初敗績 劫烏巣孟徳焼糧 - 第三十一回 曹操倉亭破本初 玄徳荊州依劉表 - 第三十二回 奪冀州袁尚争鋒 決漳河許攸献計 - 第三十三回 曹丕乗乱納甄氏 郭嘉遺計定遼東 - 第三十四回 蔡夫人隔屏聴密語 劉皇叔躍馬過檀渓 - 第三十五回 玄徳南漳逢隠淪 単福新野遇英主 - 第三十六回 玄徳用計襲樊城 元直走馬薦諸葛 - 第三十七回 司馬徽再薦名士 劉玄徳三顧草廬 - 第三十八回 定三分隆中決策 戦長江孫氏報仇 - 第三十九回 荊州城公子三求計 博望坡軍師初用兵 - 第四十回 蔡夫人議献荊州 諸葛亮火焼新野 - 第四十一回 劉玄徳携民渡江 趙子龍単騎救主 - 第四十二回 張翼徳大鬧長坂橋 劉豫州敗走漢津口 - 第四十三回 諸葛亮舌戦群儒 魯子敬力排衆議 - 第四十四回 孔明用智激周瑜 孫権決計破曹操 - 第四十五回 三江口曹操折兵 群英会蒋幹中計 - 第四十六回 用奇謀孔明借箭 献密計黄蓋受刑 - 第四十七回 闞沢密献詐降書 龐統巧授連環計 - 第四十八回 宴長江曹操賦詩 鎖戦船北軍用武 - 第四十九回 七星壇諸葛祭風 三江口周瑜縱火 - 第五十回 諸葛亮智算華容 関雲長義釈曹操 - 第五十一回 曹仁大戦東呉兵 孔明一気周公瑾 - 第五十二回 諸葛亮智辞魯粛 趙子龍計取桂陽 - 第五十三回 関雲長義釈黄漢升 孫仲謀大戦張文遠 - 第五十四回 呉国太仏寺看新郎 劉皇叔洞房続佳偶 - 第五十五回 玄徳智激孫夫人 孔明二気周公瑾 - 第五十六回 曹操大宴銅雀台 孔明三気周公瑾 - 第五十七回 柴桑口臥龍弔喪 耒陽県鳳雛理事 - 第五十八回 馬孟起興兵雪恨 曹阿瞞割鬚棄袍 - 第五十九回 許褚裸衣闘馬超 曹操抹書間韓遂 - 第六十回 張永年反難楊修 龐士元議取西蜀 | - 第六十一回 趙雲截江奪阿斗 孫権遺書退老瞞 - 第六十二回 取涪関楊高授首 攻雒城黄魏争功 - 第六十三回 諸葛亮痛哭龐統 張翼徳義釈厳顔 - 第六十四回 孔明定計捉張任 楊阜借兵破馬超 - 第六十五回 馬超大戦葭萌関 劉備自領益州牧 - 第六十六回 関雲長単刀赴会 伏皇后為国捐生 - 第六十七回 曹操平定漢中地 張遼威震逍遙津 - 第六十八回 甘寧百騎劫魏営 左慈擲杯戯曹操 - 第六十九回 卜周易管輅知機 討漢賊五臣死節 - 第七十回 猛張飛智取瓦口隘 老黄忠計奪天蕩山 - 第七十一回 占対山黄忠逸待労 拠漢水趙雲寡勝衆 - 第七十二回 諸葛亮智取漢中 曹阿瞞兵退斜谷 - 第七十三回 玄徳進位漢中王 雲長攻抜襄陽郡 - 第七十四回 龐令明擡櫬決死戦 関雲長放水淹七軍 - 第七十五回 関雲長刮骨療毒 呂子明白衣渡江 - 第七十六回 徐公明大戦沔水 関雲長敗走麦城 - 第七十七回 玉泉山関公顕聖 洛陽城曹操感神 - 第七十八回 治風疾神医身死 伝遺命奸雄数終 - 第七十九回 兄逼弟曹植賦詩 姪陥叔劉封伏法 - 第八十回 曹丕廃帝簒炎劉 漢王正位続大統 - 第八十一回 急兄讐張飛遇害 雪弟恨先主興兵 - 第八十二回 孫権降魏受九錫 先主征呉賞六軍 - 第八十三回 戦猇亭先主得讐人 守江口書生拝大将 - 第八十四回 陸遜営焼七百里 孔明巧布八陣図 - 第八十五回 劉先主遺詔託孤児 諸葛亮安居平五路 - 第八十六回 難張温秦宓逞天弁 破曹丕徐盛用火攻 - 第八十七回 征南寇丞相大興師 抗天兵蛮王初受執 - 第八十八回 渡瀘水再縛番王 識詐降三擒孟獲 - 第八十九回 武郷侯四番用計 南蛮王五次遭擒 - 第九十回 駆巨獣六破蛮兵 焼藤甲七擒孟獲 - 第九十一回 祭瀘水漢相班師 伐中原武侯上表 - 第九十二回 趙子龍力斬五将 諸葛亮智取三城 - 第九十三回 姜伯約帰降孔明 武郷侯罵死王朗 - 第九十四回 諸葛亮乗雪破羌兵 司馬懿剋日擒孟達 - 第九十五回 馬謖拒諫失街亭 武侯弾琴退仲達 - 第九十六回 孔明揮涙斬馬謖 周魴断髪賺曹休 - 第九十七回 討魏国武侯再上表 破曹兵姜維詐献書 - 第九十八回 追漢軍王双受誅 襲陳倉武侯取勝 - 第九十九回 諸葛亮大破魏兵 司馬懿入寇西蜀 - 第一百回 漢兵劫寨破曹真 武侯闘陣辱仲達 - 第一百一回 出隴上諸葛妝神 奔剣閣張郃中計 - 第一百二回 司馬懿占北原渭橋 諸葛亮造木牛流馬 - 第一百三回 上方谷司馬受困 五丈原諸葛禳星 - 第一百四回 隕大星漢丞相帰天 見木像魏都督喪膽 - 第一百五回 武侯預伏錦嚢計 魏主拆取承露盤 - 第一百六回 公孫淵兵敗死襄平 司馬懿詐病賺曹爽 - 第一百七回 魏主政帰司馬氏 姜維兵敗牛頭山 - 第一百八回 丁奉雪中奮短兵 孫峻席間施密計 - 第一百九回 困司馬漢将奇謀 廃曹芳魏家果報 - 第一百十回 文鴦単騎退雄兵 姜維背水破大敵 - 第一百十一回 鄧士載智敗姜伯約 諸葛誕義討司馬昭 - 第一百十二回 救寿春于詮死節 取長城伯約鏖兵 - 第一百十三回 丁奉定計斬孫綝 姜維闘陣破鄧艾 - 第一百十四回 曹髦駆車死南闕 姜維棄糧勝魏兵 - 第一百十五回 詔班師後主信讒 託屯田姜維避禍 - 第一百十六回 鍾会分兵漢中道 武侯顕聖定軍山 - 第一百十七回 鄧士載偸度陰平 諸葛瞻戦死綿竹 - 第一百十八回 哭祖廟一王死孝 入西川二士争功 - 第一百十九回 假投降巧計成虚話 再受禅依様畫葫蘆 - 第一百二十回 薦杜預老将献新謀 降孫皓三分帰一統 |

### 年表と回目の対応
| 年  | 事項                                               | 回目    |
| --- | -------------------------------------------------- | ------- |
| 184 | 黄巾の乱                                           | 1       |
| 189 | 董卓入京。献帝即位。                               | 3-4     |
| 192 | 董卓暗殺される。曹操挙兵。                         | 9-10    |
| 196 | 曹操、献帝を保護下におく。劉備も曹操の部下となる。 | 14-16   |
| 199 | 劉備は曹操と離れ、袁紹と結ぶ。                     | 21-22   |
| 200 | 江東の孫策死、孫権が後継。官渡の戦いで袁紹が敗北。 | 29-30   |
| 201 | 劉備は荊州の劉表のもとへ逃亡。                     | 31      |
| 207 | 三顧の礼で劉備が孔明を迎える。                     | 37-38   |
| 208 | 赤壁の戦い                                         | 48-50   |
| 214 | 劉備が蜀を占領。                                   | 63-65   |
| 220 | 曹操病死。曹丕が魏帝となり、漢滅亡。               | 78-80   |
| 221 | 劉備は蜀帝となる。                                 | 80      |
| 222 | 孫権は呉王となる（229年呉帝となる）。三国が鼎立。  | 82      |
| 223 | 劉備が病死。                                       | 85      |
| 227 | 孔明が出師の表を提出。北伐開始。                   | 91      |
| 234 | 孔明、五丈原に病死。                               | 104     |
| 252 | 孫権病死。                                         | 108     |
| 263 | 司馬昭の部下が、蜀を攻撃。蜀滅亡。                 | 116-118 |
| 265 | 司馬昭の子、司馬炎が即位、晋を建国。               | 119     |
| 280 | 呉滅亡。三国統一。                                 | 120     |

## 名称
本書の書名は清代より『三国志演義』『三国演義』などと呼ばれ、一致を見なかった。民国期の小説研究では、魯迅『中国小説史略』、胡適『白話文学史』が全て『三国志演義』という名称を用いたが、新中国成立後は『三国演義』に統一された。現在の中国では全て『三国演義』と呼称されている。また、嘉靖本の版本名から『三国志通俗演義』という名称が用いられることもある。
また、本書の成立当初から『三国志』と呼称されることも極めて多かった。これは歴史小説としての箔をつけるために、歴史書である『三国志』の書名を借りたものと思われ、李卓吾本系の版本を中心に『三国志』『三国志伝』といった名称が盛んに用いられた。しかし、通俗小説と歴史書が同じ名称で呼ばれたことで小説と歴史を混同する人々がいることは、清代から批判されてきた。現代中国においては、『三国演義』の呼称が徹底されており、日本からの輸入メディアを除いて三国志演義を元に作られた小説や映画等が『三国志』と呼ばれることはまずない。例えば民国期に作られた連環画『三国志』は、現代中国では『三国演義』という書名に改められて再版されている。
日本ではこのあたりの区別については鷹揚であった。戦前から幸田露伴・久保天随などが『三国志演義』あるいは『演義三国志』という呼称を用いており、戦後も立間祥介の訳本は『三国志演義』であり、研究者の呼称も同様であった。また岩波文庫の訳本、吉川英治の小説、横山光輝の漫画等が全て『三国志』という名称で刊行されている。日本国内における各種解説本などでこれらを区別する場合、『三国志演義』の記述を「演義」、『三国志』の記述を「正史」と呼び分けるのが通例となっている。

## 羅貫中と正史三国志
元々の三国志講談を記録した『全相三国志平話』には至る所に史実の誤りが見られ、更に冒頭では史実にない冥土裁判の因縁話（この話は宋代からある古い講談ダネだと推測されている）、末尾では史実をねじ曲げて劉備の敵を孫の劉淵が討つ話が付け加えられていた。羅貫中はこれを正史によって正し、正史『三国志』のみならず『後漢書』『晋書』を駆使して、「晋平陽侯陳寿史伝、後学羅本貫中編次」と署名を付け、正史の体裁に近づけるように原型を留めない書き直しをしている。平話に対する演義の分量はおよそ十倍である。

## 作品内の人物像

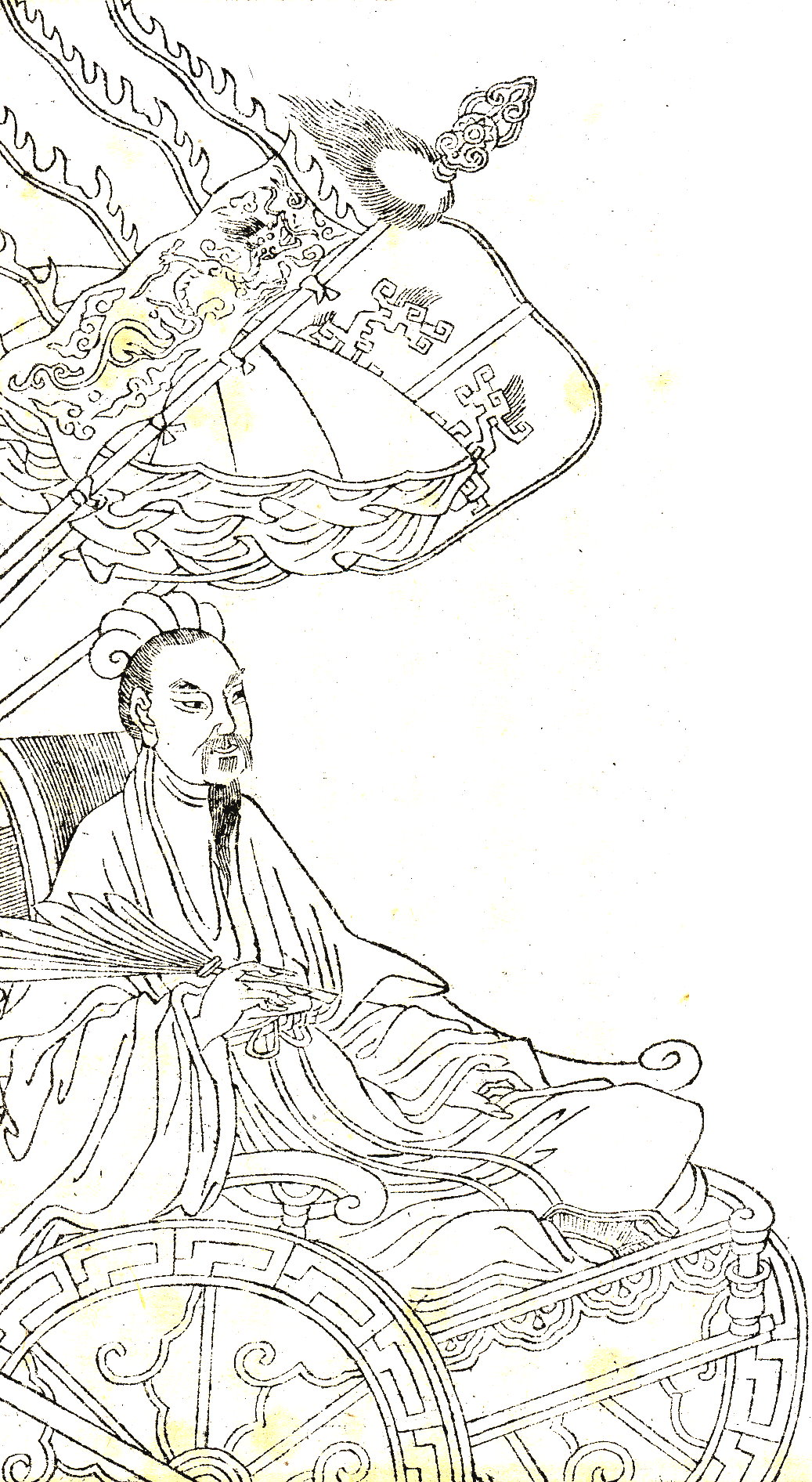
諸葛亮の挿絵

『三国志演義』の前半は「仁徳の人」劉備と「奸雄」曹操の対比を軸に展開する。そして、後半の主人公格である諸葛亮が登場すると、物語は彼の超絶的な知謀を中心に展開し、五丈原に最高潮を迎え、一気に収束する。作中のエピソードは史実に多くの脚色が施されて作られているが、重要な戦いの勝敗や重要な事件の結果はほぼ史実通りである。劉備が劉璋を騙して益州を攻め取ったり、関羽や張飛の死をきっかけに自分勝手な振る舞いがかなり目立つようになったりと、劉備の善良なイメージを損なう話も書かれており、『三国志演義』は単純な勧善懲悪譚ではない。
曹操陣営の人物は天子を擁し専横を振るう悪役であり、しばしば姦計を巡らすが、作中の曹操陣営の姦計・悪事の多くは魏晋南北朝時代に書かれた『三国志』（陳寿著）・『後漢書』・『曹瞞伝』・『異同雑語』（孫盛著）等に出典があり、羅貫中の独創ではない。ただ、同じ事柄について諸説ある場合は、曹操について悪く書かれている説が採用される傾向が強いようである。ただし、曹操の没（七十八回）については長文の漢詩を詠んでこの功績を称えるなど、これまた必ずしも曹操を骨の髄からの悪党として描いているわけではなく、勧善懲悪譚の域を超えていることが指摘されている。
『三国志演義』の戦争は華々しい猛将同士の一騎討ちが多く、呂布・関羽・張飛・趙雲らが卓越した武勇を発揮している。史書に一騎討ちの記録はほとんど無く、名勝負とされる一騎討ちのほとんどは後世作られたものである。
清の毛宗崗は三絶（三人の傑出した人物）が登場すると述べ、智絶（知者のきわみ）の諸葛亮、義絶（義人のきわみ）の関羽、奸絶（悪人のきわみ）の曹操の三名の傑物を挙げる。とりわけ、義理と人情の化身として『演義』成立期以前より畏敬されていた関羽は、生涯に亘って焦点が当てられ他の武将とは別格の活躍をしている。また作中の諸葛亮は卓越した智謀の持ち主であるだけでなく、占いにより人の寿命を知ることができるなど呪術的な能力を持った人物として描写されている。
全体として主人公格である劉備・諸葛亮ら蜀漢陣営と、悪役である曹操ら魏陣営との対立を主に扱っているため、孫権ら呉陣営の取り上げられ方は相対的に善悪好悪の位置づけが曖昧であるが、蜀漢陣営との対立の物語の中には、呉陣営は弱体化された。諸葛亮の手ごわい敵として扱われる周瑜を除いて呉の人物像がぼやけている。また、主役である蜀漢陣営とは関係がないから、呉と魏の間の戦争はほとんど省略され、呉に「割拠」の印象を与える。
『三国志演義』の登場人物の褒貶については、元明の民俗文化や朱子学の影響を強く受けており、したがって、歴史的評価を正確に反映するとは限らない。

## 影響
上記の通り『三国志演義』は士大夫の鑑賞に堪える水準に達しており、その用法は通俗小説の域を越えていた。明・清代には兵法書としても読まれており、実際に李自成・洪秀全は兵法の参考にしていたという（黄人『小説小話』）。
清代の順治7年（1650年）に刊行された満州語版『三国志演義』の巻頭には、大略「作中の善行を鑑とし、悪政を戒とし、国人に興亡の理を学ばせよ」という摂政睿親王（ドルゴン）の諭旨が収められた。また順治帝も桃園結義にならって蒙古諸汗と兄弟の盟約を結び、満州を劉備、蒙古を関羽になぞらえた上で、蒙古との関係を保つべく関帝信仰を公認した。『三国志演義』が単に兵書として用いられるに留まらず、王朝の対内・対外政策の根幹に影響を与えていたことがわかる。
中国において「国父」と称される孫文は三民主義の民権を語る際に劉禅と諸葛亮の主従関係を例に出して述べている。
毛沢東は『三国志演義』を子供の頃から愛読し、「人民は阿斗になってはいけない」と発言するなど、『三国志演義』の登場人物を引き合いに出していたという。
国家的事業として中国中央電視台が1991年より製作した『三国志演義』は、制作費100億円・エキストラ10万人・製作年数4年・全84話にも渡る大作で、黄巾の乱から晋の成立まで描かれている。
中国本土では三国志ゆかりの場所が『三国史跡』として観光名所となっているが、『五虎大将軍の像』など『三国志演義』由来の要素も含まれている。
三国志演義は、日本も含めアジア諸国でも広く受容されている。朝鮮語訳は1703年に現れた。金万重『西浦漫筆』には「今のいわゆる『三国演義』なる書物は、元人の羅貫中から出たものである。壬申倭乱（文禄・慶長の役）の後、朝鮮でも盛んに流行し、女子供に至るまでみな口に出して読んでいる。」との記述があり、倭乱による戦乱を機に戦記物である『三国志演義』が朝鮮に広まったことが伝えられている。また、壬申倭乱に取材した歴史小説『壬申録』では、敵の倭将キヨマサ（清正）が攻めてきた際、赤兎馬に乗った関公の幻影が現れたため、清正軍が驚いて潰走するくだりがある。
東南アジアでは、タイ王国では、1802年にチャオプラヤー・プラクランによるタイ語訳の『サームコック』が人気を博し、後のタイ語文学やタイの文章語の成立に影響を与えた。その後華僑が東南アジアを横行し中国文化が伝播すると、1883年にインドネシア語訳が現れ、1889年にマレー語訳が現れ、1907年にベトナム語訳が現れている。
1845年-1851年には、フランス語訳が現れている。英語訳についても、既に1925年の上海で訳本が現れている。英米での現行版は1976年にモース・ロバーツ(Moss Roberts)が、英訳した"Romance of the Three Kingdoms"である。1940年にはドイツ語訳が現れ、1954年にはロシア語訳が現れた。
日本における影響については「日本における三国志の受容と流行」を参照。

## 版本
現存する最古の版本は明の嘉靖元年（「嘉靖本」。1522年）のものである。これ以後多くの版本が現れ、明末に広く通行した「李卓吾本」と呼ばれる系列の諸本は日本にも流入し、元禄年間に和訳が行われた際の底本となっている。現在、定本とされているのは清の康煕年間に刊行された毛綸・毛宗崗父子によって校訂・加筆を行って纏められた「毛本」であり、邦訳や出典も多くがこの版に拠っている。

## 日本語訳
※完訳版での刊行
- 井波律子訳 『三国志演義』 講談社学術文庫 全4巻、2014年[注釈 10]。電子書籍も刊
  1. ISBN 978-4062922579
  2. ISBN 978-4062922586
  3. ISBN 978-4062922593
  4. ISBN 978-4062922609
- 立間祥介訳 『三国志演義』 角川ソフィア文庫 全4巻、2019年[注釈 11]。電子書籍も刊
  1. ISBN 978-4044005092
  2. ISBN 978-4044005108
  3. ISBN 978-4044005115
  4. ISBN 978-4044005122
- 小川環樹・金田純一郎訳 『完訳 三国志』 岩波文庫 全8巻、改版1988年[注釈 12]。
  1. ISBN 978-4003201213
  2. ISBN 978-4003201220
  3. ISBN 978-4003201237
  4. ISBN 978-4003201244
  5. ISBN 978-4003201251
  6. ISBN 978-4003201268
  7. ISBN 978-4003201275
  8. ISBN 978-4003201282
- 渡辺精一訳[注釈 13] 『〈新訳〉三国志』 講談社 全3巻「天・地・人の巻」、2000-2001年。
  - 天) ISBN 978-4062048002
  - 地) ISBN 978-4062048019
  - 人) ISBN 978-4062048026
- 村上知行訳 『完訳 三国志』 光文社文庫 全5巻[注釈 14]、2004年。
  1. ISBN 978-4334736675
  2. ISBN 978-4334736880
  3. ISBN 978-4334737023
  4. ISBN 978-4334737177
  5. ISBN 978-4334737351

## 派生した作品
Category:三国志演義を題材とした作品を参照。